# 市ノ川駅
市ノ川駅（いちのかわえき）は、熊本県阿蘇市的石にある、九州旅客鉄道（JR九州）豊肥本線の駅である。

## 歴史
- 1960年（昭和35年）3月10日：日本国有鉄道（国鉄）豊肥本線の内牧 - 赤水間に新設開業[2][3][4]。旅客のみを取り扱う駅員無配置駅[5]。総工費1280万円全額を地元が負担して建設された請願駅である[6]。
- 1987年（昭和62年）4月1日：国鉄分割民営化に伴い、九州旅客鉄道（JR九州）の駅となる[2][3]。
- 2016年（平成28年）4月14日：熊本地震によって発生した土砂災害により休止。
- 2020年（令和2年）8月8日：阿蘇 - 肥後大津間の運転再開に伴い営業再開[7][8]。

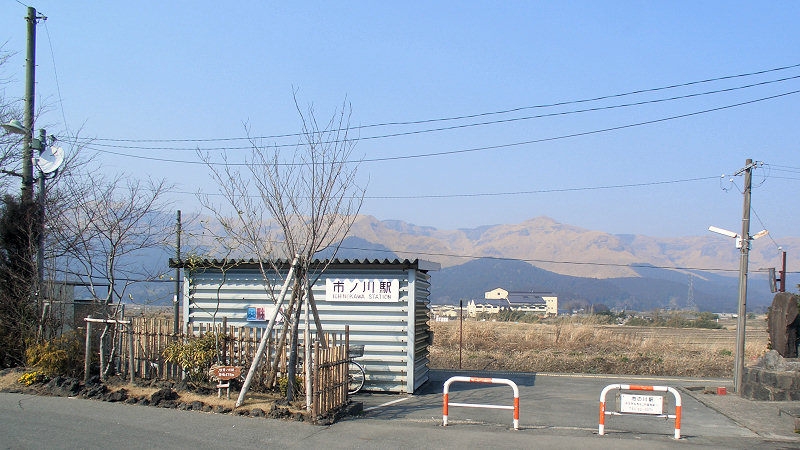
熊本地震以前の上屋（2007年2月）
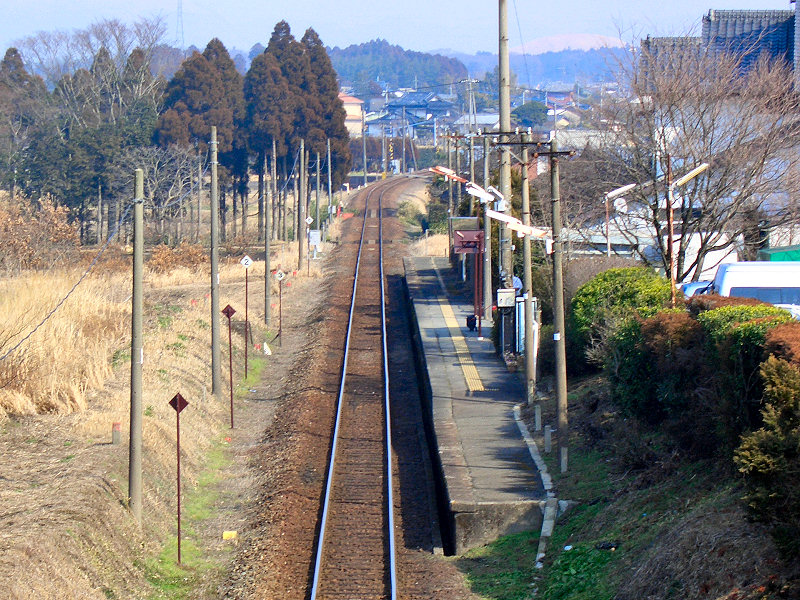
熊本地震以前のホーム（2007年2月）

## 駅構造

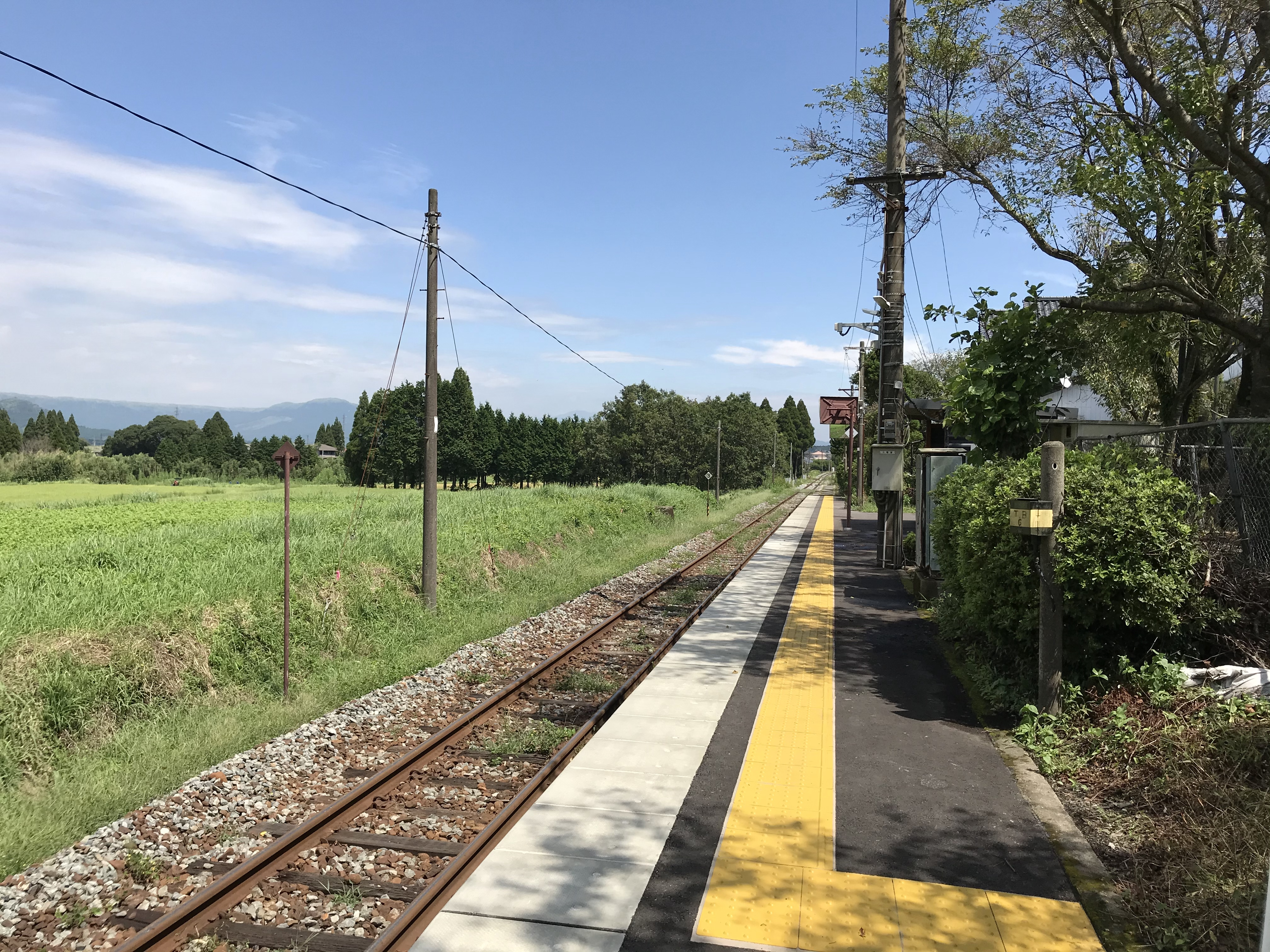
ホーム（2020年9月）

単式ホーム1面1線を有する地上駅。無人駅で駅舎は無く、上屋とベンチおよびトイレが設置されている。ドライブインが隣接しており、その裏手のような位置に駅がある。

## 駅周辺
- 国道57号
- 阿蘇市立阿蘇西小学校
- KMバイオロジクス阿蘇支所
- 阿蘇リゾートグランヴィリオホテル・ゴルフクラブ

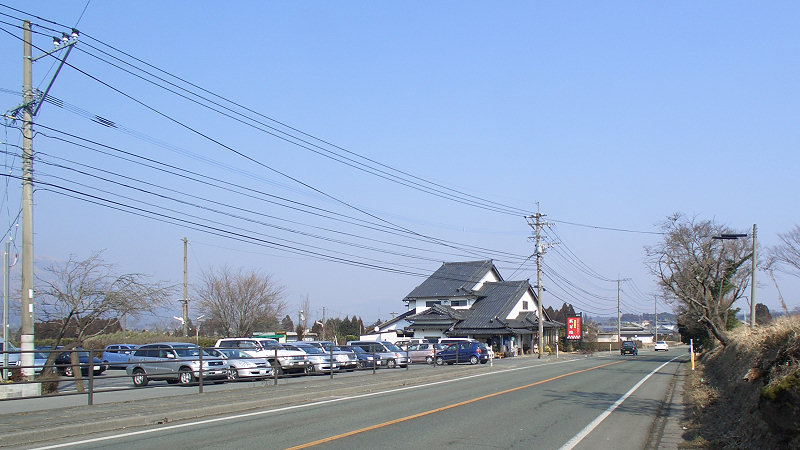
駅前
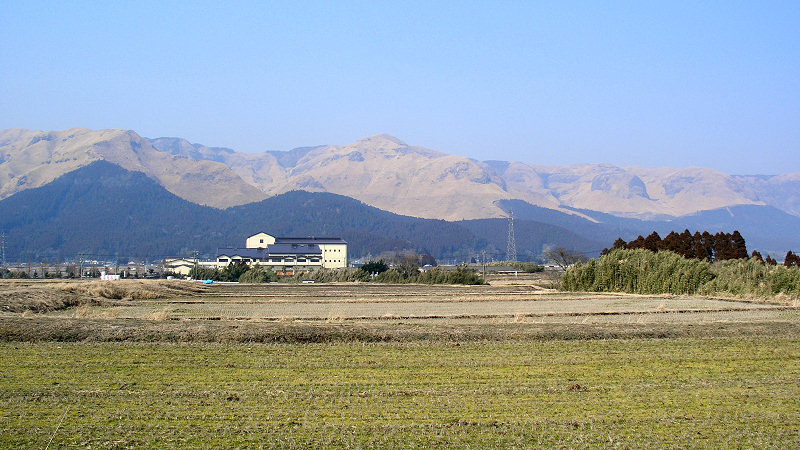
ホームから見る阿蘇外輪山

## 隣の駅
九州旅客鉄道（JR九州）
■豊肥本線
■普通
内牧駅 - 市ノ川駅 - 赤水駅